# Болотная (приток Мегрозера)
Боло́тная — река в России, протекает по территории Куйтежского сельского поселения Олонецкого района Карелии. Длина реки — 13 км.
Река берёт начало из озера Суариярви на высоте 120,2 над уровнем моря.
Течёт преимущественно в юго-восточном направлении по заболоченной местности.
Река в общей сложности имеет 11 притоков суммарной длиной 29 км.
Впадает в озеро Мегрозеро на высоте 86,4 м над уровнем моря.
Код объекта в государственном водном реестре — 01040300212102000011808.